# Orhan I
Orhan I (1281－1361; Ottoman: اورخان غازی, tiếng Thổ Nhĩ Kỳ: Orhan Gazi hay Orhan Bey) là vị sultan thứ hai của Đế quốc Ottoman.

## Tiểu sử
Là con của Osman I. Sử sách miêu tả Orhan là người có thân hình cao ráo, bộ râu vàng hoe và đôi mắt màu xanh. Ông được xem là một vị minh quân, nổi tiếng về lòng khoan dung và mộ đạo. Ông còn được xem là một chiến binh kiên trì và quả cảm. Trong thời gian rảnh rỗi, ông thường đi xem xét dân tình. Ông đã được thần dân mến mộ.
Orhan I trở thành thủ lĩnh bộ lạc Osmanli sau khi Osman I mất năm 1326, được người đời sau xem là sultan thứ nhì của Đế quốc Ottoman. Năm 1346, ông cưới Theodora, con gái hoàng đế Iōannēs VI Kantakouzēnos của Đế quốc Byzantine. Vợ thứ của ông là Holofira, con gái hoàng tử Byzantine ở Yarrhisar. Holofira đã chạy trốn khỏi Byzantine cùng với Orhan vì song thân của bà đang sắp đặt cho bà cưới hoàng tử Bilecik. Sau khi cưới Orhan I bà cải sang đạo Hồi và lấy tên là Nilufer Hatun. Bà này sinh cho ông Murad, vị sultan thứ ba của đế quốc Ottoman. Ông đánh thắng hoàng đế Byzantine Andronikos III Paleologos và xâm lược phần lớn vùng Tây Bắc Tiểu Á, trong đó có cả Nicaea và Izmit. Năm 1345, Orhan viếng thăm hoàng đế Byzantine Iōannēs VI Kantakouzēnos. Trong chuyến viếng thăm này, Orkhan đã cưới Theodora Hatun - con gái Iōannēs VI. Orkhan vượt sông Dardanelles 2 lần: Để giúp Iōannēs đánh vua Stefan Dushan của Serbia và để mở mang bờ cõi Ottoman.
Năm 1354, Orhan sai con trưởng là Suleyman Pasha chiếm thành phố Gallipoli từ tay quân Byzantine.

## Gia quyến
- Vợ:
  - Nilufer Hatun
  - Asporca Hatun
  - Theodora Hatun
  - Eftandise Hatun
- Con:
  - Con trai:
    - Suleyman Pasha (mất 1357)
    - Murad I, sultan thứ ba của Đế quốc Ottoman
    - Ibrahim
    - Halil
    - Kasim

  - Con gái:
    - Fatma Hatuni